# Psathyrotes
Psathyrotes es un género de plantas con flores anuales y perennes con pequeños arbustos perteneciente a la familia Asteraceae, nativo de regiones secas del sudoeste de Norteamérica. Comprende 7 especies descritas y de estas, solo 3 aceptadas.

## Descripción
Las plantas son bajas, densamente ramificadas, peludas y carnosas con olor a trementina. Las hojas son alternas y peludas. 

## Taxonomía
El género fue descrito por Asa Gray y publicado en Smithsonian Contributions to Knowledge 5(6): 100. 1853. La especie tipo es: Psathyrotes annua (Nutt.) A. Gray. 
Etimología
Psathyrotes: nombre genérico que proviene del griego y que se refiere a la fragilidad de sus tallos.

## Especies
A continuación se brinda un listado de las especies del género Psathyrotes aceptadas hasta julio de 2012, ordenadas alfabéticamente. Para cada una se indica el nombre binomial seguido del autor, abreviado según las convenciones y usos.
- Psathyrotes annua (Nutt.) Gray
- Psathyrotes pilifera Gray
- Psathyrotes ramosissima (Torr.) Gray